# Édouard-Étienne Rodier
Pour les articles homonymes, voir Rodier.
Édouard-Étienne Rodier (né le 26 décembre 1804, mort le 5 février 1840) fut un avocat et un politicien au Bas-Canada. Il appartint au Parti patriote et fut l’un des chefs de la Société des fils de la liberté. Il exerça deux mandats comme député de L'Assomption à l’assemblée législative du Bas-Canada, de 1832 à 1838.

## Biographie
Rodier fut le fils de Barthélemy Rodier, marchand, et de Marie-Louise Giroux, et le cousin de Charles-Séraphin Rodier, futur maire de Montréal. Il fréquenta le Petit Séminaire de Montréal de 1812 à 1822. Ensuite, le 7 janvier 1826, il épousa Julie-Victoire Dumont. Il étudia le droit, et reçut sa commission d'avocat en 1827. Il exerça cette profession à Montréal jusqu'en 1831, puis à L'Assomption. Le 6 juin 1831, il épousa cette fois Élise Beaupré, fille du marchand Benjamin Beaupré, ancien député patriote.
Élu député patriote de L'Assomption à une élection partielle le 1er août 1832, Rodier fut réélu en 1834. Cette même année, il appuya les 92 résolutions adoptées par la chambre d'assemblée du Bas-Canada et prit la parole au premier banquet de la Saint-Jean-Baptiste de Montréal. À l'assemblée des six-comtés d'octobre 1837, il prôna ouvertement la révolte armée contre le pouvoir britannique. Il fut ensuite présent le 6 novembre, lors de l'affrontement violent entre le Doric Club et les Fils de la liberté. Le 16 novembre 1837, un mandat d'arrestation fut émis contre lui. Il se rendit alors à Swanton, aux Vermont, avec d'autres partisans patriotes, pour chercher des armes et envahir le Bas-Canada. Il revint au nord de la frontière pour participer le 6 décembre à la bataille de Moore's Corner, à Saint-Armand. Il y fut blessé puis retourna au Vermont.
Il joua un rôle important dans la préparation de l'invasion du Bas-Canada de février 1838 et dans la rédaction de la Déclaration d'indépendance du Bas-Canada. Après l'échec du second soulevement de la rébellion, il revint au Bas-Canada le 28 octobre 1838 et déposa un cautionnement de trois mille livres. Il retourna à L'Assomption à l'automne de 1838, et reprit la pratique du droit. Il mourut à Montréal le 5 février 1840, à l'âge de 35 ans.